# NGC 673
NGC 673 é uma galáxia espiral (Sc) localizada na direcção da constelação de Aries. Possui uma declinação de +11° 31' 17" e uma ascensão recta de 1 horas, 48 minutos e 22,4 segundos.
A galáxia NGC 673 foi descoberta em 4 de Setembro de 1786 por William Herschel.